# 스트라자

스트라자의 위치

스트라자(슬로베니아어: Straža)는 슬로베니아의 도시로 면적은 28.5km2, 높이는 201m, 인구는 3,661명(2002년 기준), 인구 밀도는 128.5명/km2이다.